# إذاعة حب (فلم)
إذاعة حب فيلم مصري إنتاج عام 2011، بطولة منة شلبي وشريف سلامة.
اسم الفيلم هو محاكاة ساخرة لاسم الفيلم المُنتج عام 1960 إشاعة حب.

## القصة
تدور أحداث الفيلم في إطار رومانسي كوميدي حيث يعرض فكرة لجوء بعض البشر إلى ارتداء اقنعة لإخفاء حياتهم ومشاكلهم ورائها وذلك عندما تجمع الصداقة بين فتاتان تعملان بالإعلام وتقديم البرامج الإذاعية لكلا منهما اسلوبه الخاص في الحياة وفي عملهما، فالفتاة ليلى (منة شلبي) التي تقع في حب زميلها بالعمل المهندس حسن (شريف سلامة) والذي يرتدي هو الآخر قناع يخفي حياته ورائه، تتوالى الأحداث مع وقوع حسن ببعض الأزمات عندما تكتشف حقيقته.

## الممثلون
- منة شلبي: (ليلى)
- شريف سلامة: (حسن)
- إدوارد: (بمبم)
- يسرا اللوزي: (فريدة)
- منى هلا: (دنيا)
- لطفي لبيب: (عزمي)
- انتصار
- شادي علي: (دكتور حب)
- محمود اللوزي: (والد ليلى)
- هدى الصيفي: (والدة ليلى)
- أشرف حمدي
- مينا النجار
- مريم نور
- مروه عبد السميع

## روابط خارجية
- مقالات تستعمل روابط فنية بلا صلة مع ويكي بيانات